# Glandiceps bengalensis
Glandiceps bengalensis är en djurart som tillhör fylumet svalgsträngsdjur, och som beskrevs av Rao 1955. Glandiceps bengalensis ingår i släktet Glandiceps och familjen Spengelidae.
Artens utbredningsområde är Indiska oceanen. Inga underarter finns listade i Catalogue of Life.